# 江山美人 (2008年電影)
《江山．美人》2008年的一部史詩式愛情古裝電影，由程小東執導，主演有黎明、甄子丹、陳慧琳。故事內容則是諸侯割據，戰火連天的年代，公主背負著國家的仇恨及她與隱士、將軍之間的愛情故事。

## 劇情
故事的背景發生在諸侯割據，戰火連天的年代，燕國受到趙國攻擊。燕王燕翔天戰死，把王位傳給雪虎將軍（甄子丹飾演），但燕王的侄子胡霸（郭曉冬飾演）等人不相信这是燕王遗命，雪虎將軍便称燕王遗命是传位給飛兒公主（陳慧琳飾演）。飛兒公主臨危受命，與雪虎將軍共同保衛國家。後來公主被貪戀王位的胡霸暗殺受傷，幸得段蘭泉（黎明飾演）相救，兩人互相仰慕。飞儿伤愈后遭遇赵国入侵，胡霸拥兵自重，飞儿设计打败赵军再释放赵王父子，从而平息了燕趙戰爭，随后放逐胡霸，宣布退位，去找段兰泉，但立誓如燕国需要她，她便会回来。胡霸趁机奪取王位，並派人去殺飞儿，段蘭泉为救飞儿而中毒，在飞儿启程后便死去。当飞儿去挑战胡霸时，雪虎將軍也被胡霸大军重伤而死。胡霸得意中说出燕王其实是他杀死的。飞儿愤而与他单挑，眼看不敌之际却亲手杀死胡霸，失去首领的胡霸手下便臣服于飞儿。飛兒最後平息了一切戰爭，與其餘九國和平共處。

## 演員
| 演員                  | 角色     | 介紹                                                                                 |
| 甄子丹 童年：原島大地 | 慕容雪虎 | 孤兒，被燕王扶養長大。孤身對抗燕胡霸軍隊而死，死後被燕飛兒封為昭烈劍士。             |
| 陳慧琳 童年：蔣依依   | 燕飛兒   | 燕國公主，被段蘭泉救，後與段蘭泉相愛。                                               |
| 黎明                  | 段蘭泉   | 朔月戰士的倖存者，救了被追殺的燕飛兒，後與燕飛兒相愛。與公主並肩作戰時，被毒箭射死。 |
| 郭曉冬                | 燕胡霸   | 燕帥，燕翔天之侄。為了自己野心殺害燕翔天。                                           |
| 寇振海                | 滕伯常   | 被燕胡霸殺死。                                                                       |
| 陳之輝                | 刁二豹   | 被慕容雪虎殺死。                                                                     |
| 劉偉華                | 燕翔天   | 燕王，戰役中被箭射傷，養傷時被燕胡霸殺死。                                           |
| 周波                  | 敖佳     | 守著城門出口，幫助慕容雪虎逃走而死。                                                 |
| 張山                  | 趙武     | 趙王                                                                                 |
| 延傑                  |          | 趙國王子                                                                             |
| 周中和                |          | 巫師                                                                                 |
| 劉順                  |          | 巫師助手                                                                             |
| 王東棟                |          | 燕國大將                                                                             |
| 劉新義                |          | 燕國大將                                                                             |
| 王真                  |          | 燕國大將                                                                             |
| 陳國義                |          | 燕國大將                                                                             |
| 金盛宇                |          | 燕國大將                                                                             |
| 孫曉飛                |          | 燕國大將                                                                             |
| 鄧立民                |          | 燕國副將                                                                             |
| 郭宏慶                |          | 燕國副將                                                                             |
| 彭勃                  |          | 燕國副將                                                                             |
| 李炳淵                |          | 燕國副將                                                                             |
| 浩天                  |          | 燕國副將                                                                             |
| 彭志                  |          | 趙國副將                                                                             |
| 陳康                  |          | 土人殺手                                                                             |
| 張傑                  |          | 土人殺手                                                                             |
| 劉子威                |          | 土人殺手                                                                             |
| 林健明                |          | 土人殺手                                                                             |
| 辛旺                  |          | 土人殺手                                                                             |
| 張進                  |          | 土人殺手                                                                             |
| 孫國超                |          | 土人殺手                                                                             |
| 謝志勇                |          | 土人殺手                                                                             |
| 尹國雄                |          | 土人殺手                                                                             |
| 張君                  |          | 土人殺手                                                                             |
| 陽海龍                |          | 土人殺手                                                                             |
| 彭秋生                |          | 土人殺手                                                                             |

## 電影歌曲
| 曲別   | 歌名     | 演唱者       | 作詞 | 作曲   |
| 主題曲 | 隨夢而飛 | 陳慧琳、黎明 | 林夕 | 雷頌德 |

## 參展
- 2008年德國 第58屆柏林電影節歐洲電影市場展參展影片
- 2008年第十屆意大利亞洲電影節參展影片
- 2008年加拿大泛亞電影節參展影片
- 2008年德國慕尼黑電影節參展影片

## 獎項入圍
- 第九屆中國長春電影節《金鹿獎》

| 獎項         | 名字                   | 結果 |
| ------------ | ---------------------- | ---- |
| 最佳動作設計 | 馬玉成、黃銘健、程小東 | 入圍 |

| 獎項             | 名字                     | 結果 |
| ---------------- | ------------------------ | ---- |
| 最佳原創電影歌曲 | 〈隨夢而飛〉黎明、陳慧琳 | 入圍 |
| 最佳美術指導     | 奚仲文、劉敏雄           | 入圍 |
| 最佳服裝造型設計 | 奚仲文、吳里璐           | 入圍 |

## 外部連結
- Yahoo奇摩電影上《江山．美人》的資料（繁體中文）
- MSN娛樂上《江山．美人》的資料（繁體中文）

- 開眼電影網上《江山．美人》的資料（繁體中文）
- 豆瓣电影上《江山美人》的資料 （简体中文）
- 时光网上《江山美人》的資料（简体中文）
- AllMovie上《江山美人》的资料（英文）
- 爛番茄上《江山美人》的資料（英文）
- 香港影庫上《江山美人》的資料（繁體中文）
- 互联网电影数据库（IMDb）上《江山美人》的资料（英文）